# Präsidentschaftswahl in Kolumbien 2010
Die Präsidentschaftswahl in Kolumbien 2010 wurden im Mai und Juni 2010 abgehalten. Zu dieser Wahl trat der amtierende Präsident Álvaro Uribe nicht mehr an, da er aufgrund der Ablehnung einer Verfassungsänderung durch das kolumbianische Verfassungsgericht nicht für eine dritte Amtszeit kandidieren durfte. 
Im ersten Wahlgang am 30. Mai erhielt keiner der Kandidaten mehr als 50 % der Stimmen. Der Uribe nahestehende ehemalige Verteidigungsminister Juan Manuel Santos und der grüne Politiker Antanas Mockus, ein vormaliger Bürgermeister der Hauptstadt Bogotá, erhielten die höchsten Stimmenanteile und stellten sich am 20. Juni einer Stichwahl, die Santos mit 69,1 Prozent der Stimmen gewann.

## Ausgangslage

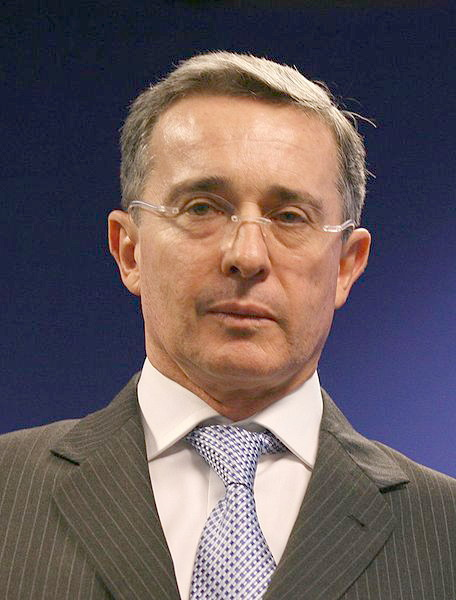
Der damalige Präsident Álvaro Uribe durfte nicht wieder zur Wahl antreten.

Bei den kolumbianischen Präsidentschaftswahlen 2006, wurde der vorherige Amtsinhaber Álvaro Uribe Vélez bereits im ersten Wahlgang mit 62,2 % der Stimmen wiedergewählt, nachdem er zuvor eine Verfassungsänderung hatte durchsetzen können, welche eine zweite Amtszeit kolumbianischer Präsidenten ermöglichte. Uribe ist somit der erste wiedergewählte Präsident Kolumbiens und versuchte 2010 mit einer dazu benötigten erneuten Verfassungsänderung eine dritte Amtszeit anzustreben. Luis Guillermo Giraldo, der Vorsitzende der pro-Uribe-Partei Partido de la U kündigte 2007 an, mit einem Unterstützerkomitee Unterschriften zu sammeln, um ein Referendum zu erreichen, ob es Uribe erlaubt sein solle eine dritte Amtszeit anzustreben. Im September 2009 billigte der kolumbianische Kongress in einer von den Mitgliedern der Opposition boykottierten Abstimmung das Referendumsgesetz. Das Referendum und die damit angestrebte Verfassungsänderung wurde jedoch vom kolumbianischen Verfassungsgericht am 26. Februar 2010 in einer 7-zu-2-Entscheidung abgelehnt. Somit traten zur Wahl am 30. Mai 2010 ausschließlich neue Kandidaten an.

## Kandidaten
Unmittelbar nach dem Gerichtsentscheid bestätigte der ehemalige Verteidigungsminister Juan Manuel Santos, dass er als Präsidentschaftskandidat antreten werde. Ein weiterer uribistischer Kandidat war Germán Vargas Lleras von der Partei Cambio Radical, der zuvor Botschafter Kolumbiens in Großbritannien war. Zwei weitere enge Verbündete Uribes, Noemí Sanín und der vormalige Landwirtschaftsminister Andrés Felipe Arias, und Álvaro Leyva Durán, ein Gegner Uribes, bemühten sich um eine Nominierung durch die Partido Conservador Colombiano, von der schließlich Sanín nominiert wurde.
Von Parteien der parlamentarischen Opposition traten Rafael Pardo für die sozialdemokratische Partido Liberal und Gustavo Petro vom Polo Democrático Independiente an. Am 2. Oktober 2009 gründeten die drei ehemaligen Bürgermeister der kolumbianischen Hauptstadt Bogotá Enrique Peñalosa, Antanas Mockus und Luis Eduardo Garzón zusammen mit anderen die sich als post-uribistisch verstehende grüne Alianza Verde und stellten sich am 14. März 2010 einer Nominierungsabstimmung ihrer Partei, aus der Antanas Mockus als Sieger hervorging und als Präsidentschaftskandidat nominiert wurde. Sergio Fajardo, der frühere Bürgermeister Medellíns, schloss sich ihm am 5. März 2010 als Vizepräsidentschaftskandidat an, nachdem er selbst die Voraussetzungen für eine eigene Kandidatur nicht erreichen konnte.

## Umfragen

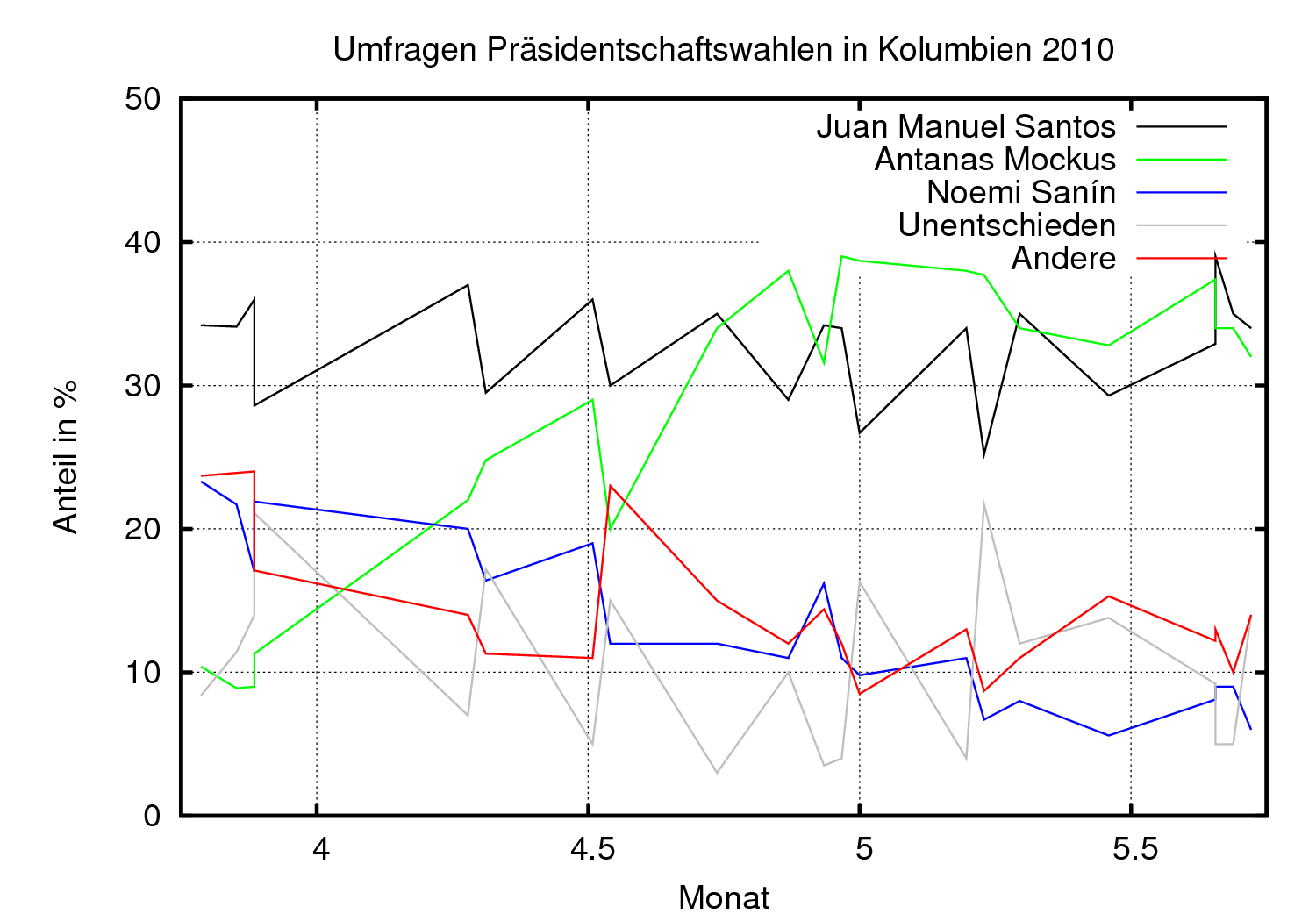
Entwicklung der Umfrageergebnisse der Kandidaten von März bis Mai 2010 von verschiedenen Instituten

Umfragen verschiedener Meinungsforschungsinstitute deuteten zunächst auf einen Zweikampf in einer zweiten Abstimmungsrunde zwischen Juan Manuel Santos und Noemí Sanín, die beide in der Tradition Uribes stehen, hin. Ab April 2010 wendete sich jedoch das Blatt und der grüne Antanas Mockus, der bei der vorigen Präsidentschaftswahl 2006 mit 1,24 % weit abgeschlagen war, holte in Umfragen stark auf.

## Ergebnis
Juan Manuel Santos gewann mit deutlichem Vorsprung vor Antanas Mockus den ersten Wahlgang, verpasste aber die absolute Mehrheit.
Die Entscheidung über den neuen Präsidenten Kolumbiens wurde am 20. Juni 2010 in einer Stichwahl zwischen Juan Manuel Santos und Antanas Mockus gefällt, welche Santos deutlich für sich entscheiden konnte. Insgesamt konnte Santos demnach 69,1 Prozent der Stimmen für sich verbuchen. Mockus erreichte 27,5 Prozent. Die Wahlbeteiligung lag bei weniger als 45 Prozent. Demzufolge wurde Juan Manuel Santos am 7. August 2010 neuer Präsident Kolumbiens.
| Kandidaten        | Kandidaten           | Parteien                            | 1. Wahlgang | 1. Wahlgang | 2. Wahlgang | 2. Wahlgang |
| Kandidaten        | Kandidaten           | Parteien                            | Stimmen     | %           | Stimmen     | %           |
| ----------------- | -------------------- | ----------------------------------- | ----------- | ----------- | ----------- | ----------- |
|                   | Juan Manuel Santos   | Partido Social de Unidad Nacional   | 6.802.043   | 46,7        | 9.028.943   | 69,1        |
|                   | Antanas Mockus       | Alianza Verde                       | 3.134.222   | 21,5        | 3.587.975   | 27,5        |
|                   | Germán Vargas Lleras | Cambio Radical                      | 1.473.627   | 10,1        |             |             |
|                   | Gustavo Petro        | Polo Democrático Alternativo        | 1.331.267   | 9,1         |             |             |
|                   | Noemí Sanín          | Partido Conservador Colombiano      | 893.819     | 6,1         |             |             |
|                   | Rafael Pardo         | Partido Liberal Colombiano          | 638.302     | 4,4         |             |             |
|                   | Róbinson Devia       | Movimiento Apertura Liberal         | 31.338      | 0,2         |             |             |
|                   | Jairo Calderón       | Movimiento La Voz de la Consciencia | 29.151      | 0,2         |             |             |
|                   | Jaime Araújo         | Alianza Social Afrocolombiana       | 14.847      | 0,1         |             |             |
| Votos en blanco   | Votos en blanco      | Votos en blanco                     | 223.977     | 1,5         | 444.274     | 3,4         |
| Gesamt            | Gesamt               | Gesamt                              | 14.572.593  | 100         | 13.061.192  | 100         |
|                   |                      |                                     |             |             |             |             |
| Ungültige Stimmen | Ungültige Stimmen    | Ungültige Stimmen                   | 208.427     | 1,4         | 235.732     | 1,8         |
| Wähler            | Wähler               | Wähler                              | 14.781.020  | 49,3        | 13.296.924  | 44,3        |
| Wahlberechtigte   | Wahlberechtigte      | Wahlberechtigte                     | 29.983.279  |             | 29.983.279  |             |

## Unregelmäßigkeiten und Zwischenfälle
Die Wahlbeobachtungskommission in Kolumbien MOE (Misión de Observación Electora) informierte am Wahltag in einem ersten Bericht, dass es in den ersten vier Stunden zu 51 Zwischenfällen gekommen sei, darunter auch zu Fällen von Stimmenkauf zugunsten des Kandidaten Juan Manuel Santos. Stimmenkauf fand jedoch in deutlich geringerem Umfang als bei den letzten Wahlen in Kolumbien am 14. März, statt.